# Панірування

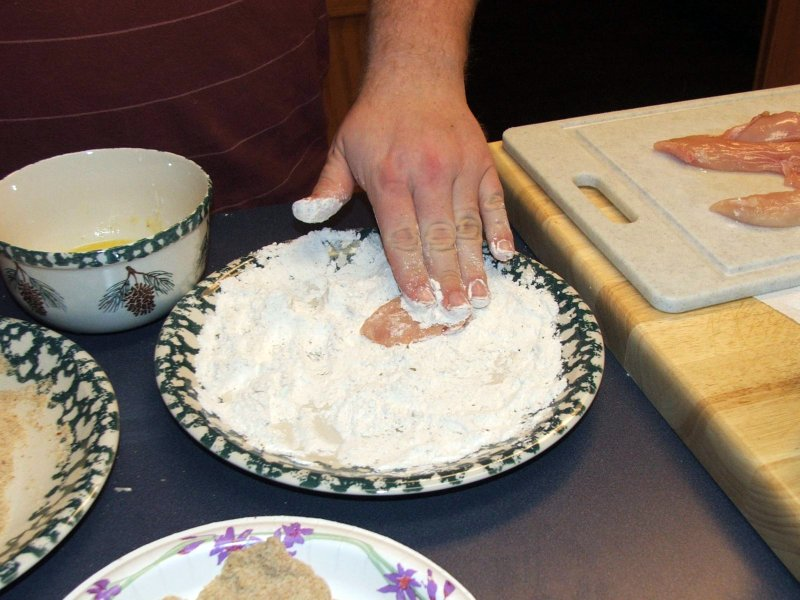
Панірування у борошні

Панірува́ння (від фр. paner, утвореного від pain — «хліб») — кулінарний процес обсипання панірувальними засобами виробів перед смаженням. Традиційні панірувальні засоби становлять в'яжуча речовина (нп. збите яйце) і борошно або мелені сухарі.
За ДСТУ: панірування — механічне кулінарне оброблення, яке полягає в нанесенні на поверхню напівфабриката панірувального засобу (борошна, панірувальних сухарів, нарізаного пшеничного хліба тощо).
Принцип панірування полягає в тому, що спочатку виріб змочують у збитому яйці, а потім посипають сухим панірувальним засобом.
Панірувати можна:
- мелені або відбивні котлети зі свинини, яловичини, м'яса птиці (котлета по-київськи);
- вироби з риби;
- гриби (нп. шапинки гриба-зонтика, гливи);
- твердий сир.

Панірування необхідне для збереження соку й аромату продукту, який зазнає кулінарного оброблення. Після панірування вироби обсмажують. Завдяки паніруванню обсмажений виріб зберігає соковитість та набуває хрусткої рум'яної скоринки, яку також називають паніруванням.